# Herluf Andersen
Herluf Andersen, född 25 december 1931, död 30 januari 2013, var en dansk bågskytt. Han deltog vid olympiska sommarspelen 1972.